# سیتا پوستوموس
سیتا پوستوموس (به انگلیسی: Sieta Posthumus) (زادهٔ ۲۲ آوریل ۱۹۳۶) شناگر اهل هلند است.